# 福井港丸岡インター連絡道路
福井港丸岡インター連絡道路（ふくいこうまるおかインターれんらくどうろ）は、福井港から北陸自動車道丸岡ICに至る地域高規格道路である。

## 概要
出典
| 区間         | 坂井市三国町山岸 - 坂井市春江町 | 坂井市春江町 - 坂井市春江町西長田 | 坂井市春江町西長田 - 坂井市坂井町福島 | 坂井市坂井町福島 - 坂井市丸岡町八ツ口 | 坂井市丸岡町八ツ口 - 丸岡IC |
| ------------ | ------------------------------- | --------------------------------- | ------------------------------------- | ------------------------------------- | --------------------------- |
| 延長         | 約8 km                          | 約1 km                            | 2.8 km                                | 3.6 km                                | 約2 km                      |
| 都市計画決定 | -                               | -                                 | H26.1.31                              | H26.1.31 (H28.9.13変更)               | S39.8.26 (H26.1.31変更)     |
| 計画路線指定 | H6.12.16                        | H6.12.16                          | H6.12.16                              | H6.12.16                              | H6.12.16                    |
| 調査区間指定 | -                               | H16.3.30                          | H16.3.30                              | H16.3.30                              | H16.3.30                    |
| 整備区間指定 | -                               | -                                 | R3.3.30 (２期区間)                    | H26.3.31 (１期区間)                   | -                           |

### 事業中区間
1期、2期区間が事業化されており、双方とも福井県道10号丸岡川西線＜新道＞に、1期区間は福井県道30号福井丸岡線＜現道＞交点以西が同線＜新道＞、以東の約0.1 kmは福井県道38号丸岡インター線も重複としてそれぞれ区域指定されている。
1期区間
- 区間：坂井市坂井町福島（ハピラインふくい線交差部） - 同市丸岡町八ツ口（国道8号交点）
- 計画延長：3.6 km
- 道路規格：第3種第2級
- 設計速度：60 km/h
- 車線数：暫定2車線（完成4車線）

この区間では福井県道268号福井森田丸岡線（福井県道30号福井丸岡線＜新道＞重複）と平面接続する。ここで本路線の一般部は直角に曲折しているが、自動車用の短絡線（高架橋）を設けて平面交差部を回避可能とする。その後、北陸新幹線の高架橋を潜る。
2期区間
- 区間：坂井市春江町西長田（西長田第2交差点 = 県道福井加賀線・県道三国春江線交点） - 同市坂井町福島（ハピラインふくい線交差部）
- 計画延長：2.8 kn
- 道路規格：第3種第2級
- 設計速度：60 km/h
- 車線数：暫定2車線（完成4車線）

この区間の県道丸岡川西線＜現道＞にはえちぜん鉄道三国芦原線と平面交差する西長田県道踏切が存在し架線との接触・短絡を避ける車高制限が生じているうえ、2期区間起点以西とこの踏切の間も一旦福井県道・石川県道5号福井加賀線に入り約250 m通るクランク形状となっているが、これを跨線橋を含むバイパスで繋いで一挙に解消する。

### 未事業化区間
坂井市三国町山岸 - 同市春江町西長田は福井県道20号三国春江線、同市丸岡町八ツ口 - 同市丸岡町小黒（丸岡IC）は福井県道38号丸岡インター線の各現道と重複しており、2車線にて供用中の現道の拡幅や自動車専用部と一般部の部分的分離を中心とした事業を模索している。うち前者の多くの区間が既に60 km/h供用となっており、信号交差点はあるものの数は少なく混雑も目立たないこと、後者の大半で市街地を通過するがその形態についての方針が定まらないなどもあり、調査区間化は前者の終点寄り約1.0 kmが、そこでの接続を計画している地域高規格道路の福井外環状道路とともに行われるに留まっている。また、起点では地域高規格道路の候補路線に指定されている福井加賀道路（起点：石川県加賀市の北陸自動車道加賀IC、約20 km）の終点とする計画も存在する。

## 歴史
- 1993年（平成5年）12月 - 広域道路（交流促進型）
- 1994年（平成6年）12月 - 「候補路線」、「計画路線」に指定。
- 2004年（平成16年）3月 - 福井加賀線～丸岡ＩＣ区間の約10kmを調査区間に指定。
- 2014年（平成26年）
  - 1月 - 福井加賀線～国道８号区間の約7kmを都市計画決定。。
  - 3月 - 丸岡川西線（福島）～国道８号（八ツ口）区間（1期区間）の3.6kmを整備区間に指定、事業化。。
- 2021年（令和3年）3月 - 福井加賀線（西長田）～丸岡川西線（福島）区間（2期区間）の2.8kmを整備区間に指定、事業化